# Desnedeyarelottine
Desnedeyarelottine /=people of the great river below,/ jedna od lokalnih skupina Slavey Indijanaca, porodica Athapaskan, s obale gornjeg toka rijeke Mackenzie u Kanadskoj provinciji Britanska Kolumbija. Petitot ih naziva i Gens du Fort Norman.

## Vanjske poveznce
- Etchaottine Indians of Canada